# 防衛監察本部
防衛監察本部（ぼうえいかんさつほんぶ、英語：Inspector General's Office of Legal Compliance）は、防衛省の特別の機関である。

## 概要
防衛施設庁談合事件や自衛隊の情報流出などを受け、全省的な法令遵守状況などをチェックするために設置された防衛大臣直轄組織の一つである。国家行政組織法第8条の3「特別の機関」に当たり、「防衛省設置法及び自衛隊法の一部を改正する法律」（平成19年法律第80号：2007年6月8日公布、同年9月1日施行）により改正された防衛省設置法に根拠を有する。職員は事務官等と陸海空の自衛官で構成されており、公正取引委員会及び法務省（検察庁）からの出向者や公認会計士等の外部登用者を含む。
省内の各機関からは独立した立場で、予算の適正かつ効率的な執行、法令遵守の観点から防衛省・自衛隊の職務執行の状況を調査し、その結果及び改善策を防衛大臣に報告する。各訓令上の定員は令和4年現在38人、令和4年度の当初予算は約8億円。

## 沿革
- 2007年9月1日、発足
- 2017年、自衛隊日報問題（南スーダン日報隠蔽問題）が国会で紛糾した際、5回目の特別防衛監察を行った。
- 2022年、2022年に発覚した自衛隊での性被害を受け、6回目の特別防衛監察を行った[6]。

## 根拠法規
根拠法規は防衛省設置法第29条である。
```
（防衛監察本部）
第29条　防衛監察本部は、職員の職務執行における法令の遵守その他の職務執行の適正を確保するための監察に関する事務をつかさどる。
２　防衛監察本部の長は、防衛監察監とする。
３　防衛監察監は、防衛大臣の命を受け、第一項の監察を行う。
４　防衛監察本部の内部組織は、政令で定める。
５　防衛監察本部の位置は、防衛省令で定める。
```

## 編成
根拠法規は防衛省組織令（第162条 - 165条）である。
- 防衛監察監（官名：防衛事務官、政令指定職5号[8]）
  - 副監察監（1人）
  - 総務課
  - 統括監察官（1人）
  - 監察官（3人。陸海空の将補1人ずつ）

辞令上の表記では、「防衛監察本部」は防衛監察監には冠さず、副監察監以下に冠する。
防衛監察本部は防衛省の特別の機関ではあるが、監察という任務の特性から、長である防衛監察監は防衛省職員ではなく法曹（高等検察庁検事長で退官した者を基準）からの採用としている。

## 設置場所
防衛大学校、防衛医科大学校、防衛研究所及び防衛監察本部組織規則（昭和29年総理府令第39号）（第24条）により、防衛監察本部は東京都に置かれる。

## 監察の種類
- 定期防衛監察
- 臨時防衛監察
- 特別防衛監察 - 公益通報により発覚した事象を主に行う監察

## 主要幹部
| 官職名     | 階級       | 氏名       | 補職発令日     | 前職                          |
| ---------- | ---------- | ---------- | -------------- | ----------------------------- |
| 防衛監察監 | 防衛事務官 | 久木元伸   | 2025年01月24日 | 福岡高等検察庁検事長          |
| 副監察監   | 防衛事務官 | 多田拓一郎 | 2025年08月08日 | 防衛監察本部統括監察官        |
| 統括監察官 | 防衛事務官 | 錦織誠     | 2025年08月08日 | 人事教育局給与課長            |
| 監察官     | 陸将補     | 堀田秀成   | 2025年03月24日 | 中部方面総監部幕僚副長        |
| 監察官     | 海将補     | 德留秀和   | 2025年03月24日 | 第4航空群司令                 |
| 監察官     | 空将補     | 田中信隆   | 2025年08月01日 | 第2航空団司令 兼 千歳基地司令 |

| 代 | 氏名     | 在職期間                        | 出身校・期              | 前職                   | 主な事件                                  |
| -- | -------- | ------------------------------- | ----------------------- | ---------------------- | ----------------------------------------- |
| 01 | 櫻井正史 | 2007年09月01日 - 2011年08月31日 | 早稲田大・ 司法修習23期 | 名古屋高等検察庁検事長 |                                           |
| 02 | 梶木壽   | 2011年09月01日 - 2015年03月31日 | 東京大・ 司法修習29期   | 広島高等検察庁検事長   |                                           |
| 03 | 北村道夫 | 2015年04月01日 - 2018年03月31日 | 早稲田大・ 司法修習29期 | 福岡高等検察庁検事長   | 自衛隊日報問題 （南スーダン日報隠蔽問題） |
| 04 | 野々上尚 | 2018年04月01日 - 2021年03月31日 | 東京大・ 司法修習34期   | 福岡高等検察庁検事長   |                                           |
| 05 | 小川新二 | 2021年04月01日 - 2025年01月23日 | 早稲田大・ 司法修習36期 | 広島高等検察庁検事長   |                                           |
| 06 | 久木元伸 | 2025年01月24日 -                | 東京大・ 司法修習41期   | 福岡高等検察庁検事長   |                                           |